# Вилитс (Калифорнија)
Вилитс (енгл. Willits) град је у америчкој савезној држави Калифорнија. По попису становништва из 2010. у њему је живело 4.888 становника.

## Демографија
Према попису становништва из 2010. у граду је живело 4.888 становника, што је 185 (3,6%) становника мање него 2000. године.
| Група             | 2000.         | 2010.         |
| Белци             | 3.964 (78,1%) | 3.488 (71,4%) |
| Афроамериканци    | 32 (0,6%)     | 34 (0,7%)     |
| Азијати           | 59 (1,2%)     | 68 (1,4%)     |
| Хиспаноамериканци | 745 (14,7%)   | 1.008 (20,6%) |
| Укупно            | 5.073         | 4.888         |